# Monobremia lobata
Monobremia lobata är en tvåvingeart som beskrevs av Grover och Madhu Bakhshi 1978. Monobremia lobata ingår i släktet Monobremia och familjen gallmyggor. Inga underarter finns listade i Catalogue of Life.